# Йозеф Штрасберґер
Йозеф Штрасберґер (нім. Josef Straßberger, 20 серпня 1894 — 10 жовтня 1950) — німецький важкоатлет.
Олімпійський чемпіон 1928 року в категорії понад 82,5 кг, бронзовий призер 1932 року в категорії понад 82,5 кг.